# Astragalus sinicus
Astragalus sinicus ist eine Pflanzenart aus der Gattung Tragant (Astragalus) innerhalb der Familie der Hülsenfrüchtler (Fabaceae).

## Beschreibung

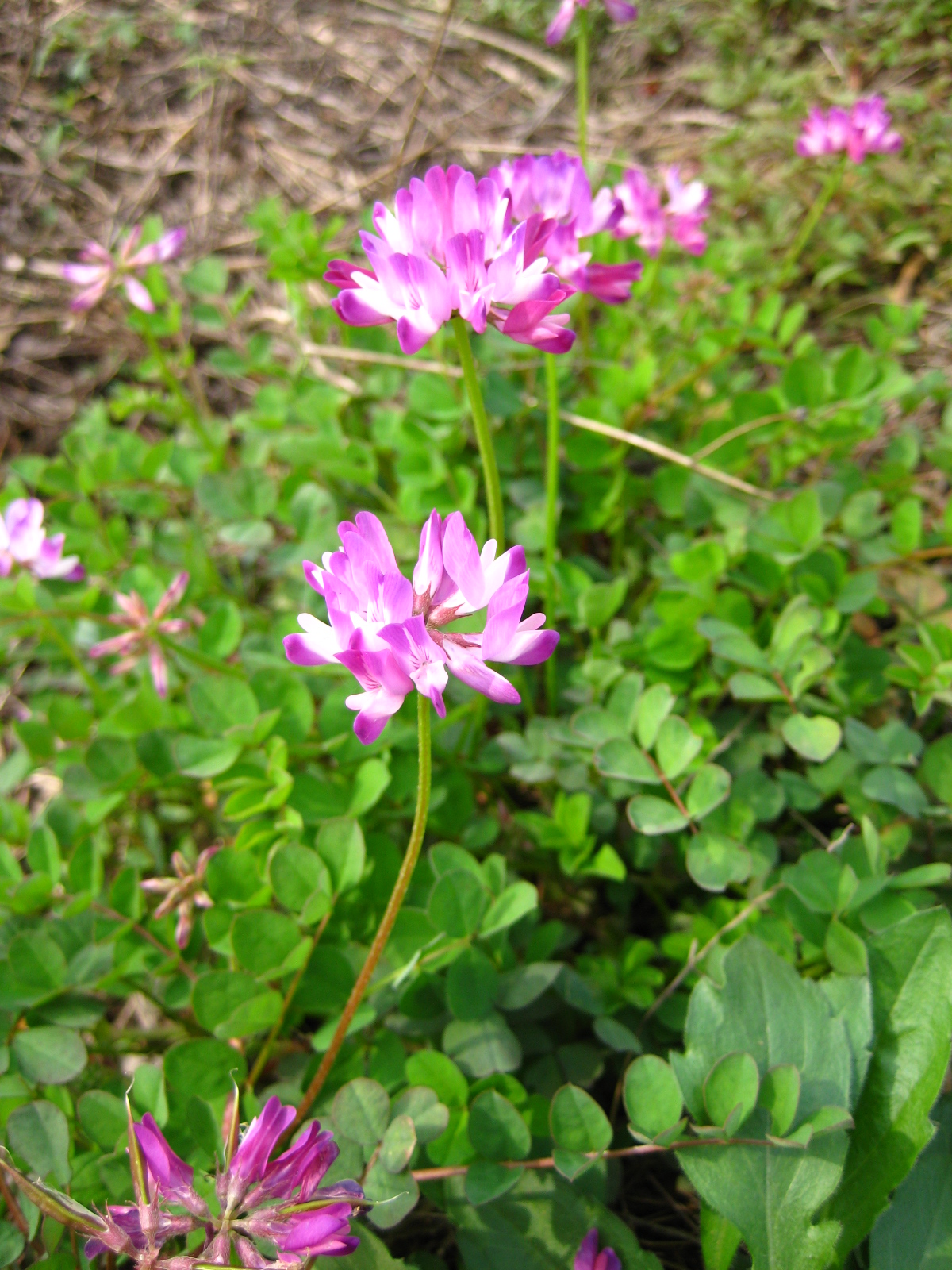
Blütenstände

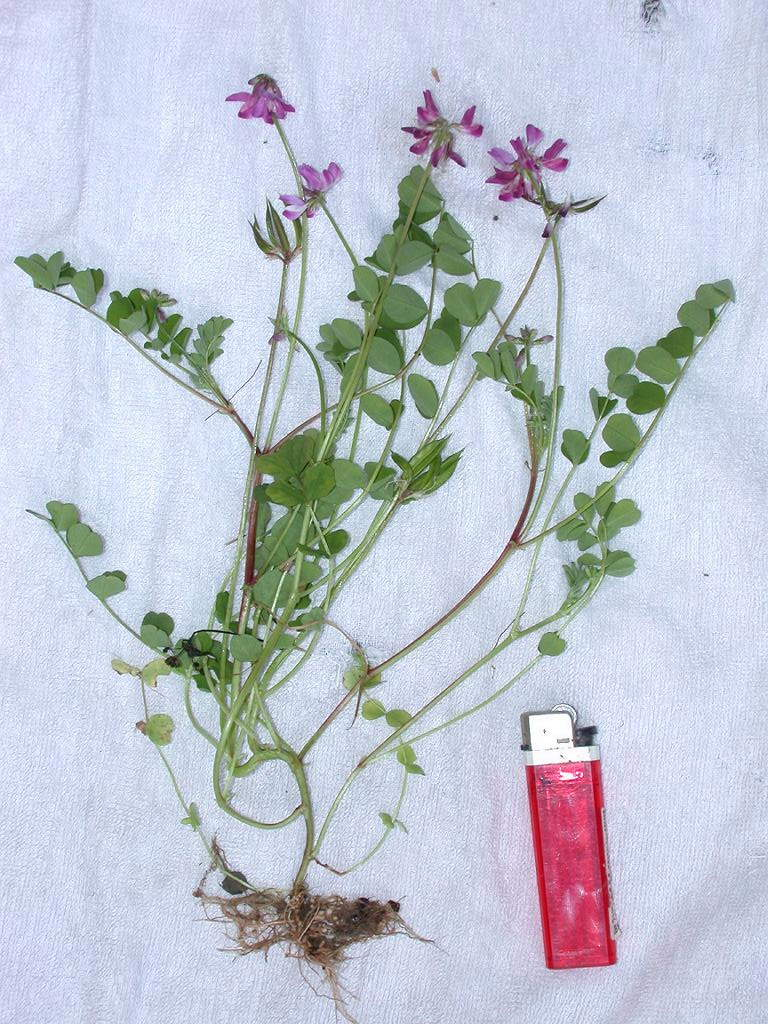
Unter- und oberirdische Pflanzenteil

### Vegetative Merkmale
Astragalus sinicus ist eine einjährige oder kurzlebige ausdauernde krautige Pflanze. Sie ist schütter mit angepressten, weißen, 0,1 bis 0,6 Millimeter langen Haaren bedeckt. Der Stängel ist komplex verzweigt, aufsteigend bis fast aufrecht oder niederliegend bis kriechend, weist lange Internodien auf und wird bis 30 Zentimeter hoch. Er ist angedrückt behaart bis fast kahl und bildet an den Nodien Wurzeln.
Die Laubblätter sind in Blattstiel sowie -spreite gegliedert und 2,5 bis 10 Zentimeter lang. Der Blattstiel ist viel kürzer als der Rest des Blattes und ähnlich der Blattspindel dünn behaart. An der Blattspindel sind die Fiederblättchen sind in drei bis fünf Paaren angeordnet. Die Fiederblättchen sind bei einer Länge von 5 bis 17 Millimeter sowie einer Breite 3 bis 13 Millimeter verkehrt-eiförmig bis verkehrt-herzförmig. Die Blattoberseite ist dicht angepresst behaart, die Blattunterseite kahl oder weist einige vereinzelte Haare auf. Die Blattspitze ist breit-abgerundet bis deutlich ausgerandet.

### Generative Merkmale
Der Blütenstandsschaft ist 2,5 bis 25 Zentimeter lang, aufrecht und dünn behaart. Die doldenförmigen, traubigen Blütenstände enthalten vier bis zehn Blüten. Die Tragblätter sind 0,3 bis 1 Millimeter groß und bewimpert.
Die zwittrige Blüte ist zygomorph und fünfzählig mit doppelter Blütenhülle. Der Kelch ist 3 bis 5 Millimeter groß und locker bis ziemlich dicht, seltener auch kaum mit stark angepressten, breiten und abgeflachten, weißen, 0,1 bis 0,3 Millimeter großen Haaren bedeckt. Die Kelchzähne sind 1 bis 2, selten bis 3 Millimeter groß. Die weißen, rosafarbenen, hellroten oder violetten, seltner auch gelben oder cremefarbenen Kronblätter sind in der Form der Schmetterlingsblüte angeordnet. Die Fahne ist bei einer Länge von 9 bis 14 Millimeter sowie einer Breite von 5 bis 8 Millimeter eiförmig mit eingeschnittenem oberen Ende. Die Flügel sind 7 bis 11 Millimeter groß. Das Schiffchen ist 9 bis 14 Millimeter groß.
Der Fruchtstiel ist 2 bis 3 Millimeter lang. Die Hülsenfrüchte sind 12 bis 20 Millimeter lang und 2,5 bis 3,5 Millimeter dick. Ihr Schnabel ist bis 5 Millimeter lang. Die Fruchtklappen sind dünn und schwärzlich.
Die Chromosomenzahl beträgt 2n = 16.

## Vorkommen
Astragalus sinicus ist in Ostasien weit verbreitet und kommt in Japan, Taiwan und in China in Fujian, Gansu, Guangdong, Guangxi, Guizhou, Hebei, Hunan, Jiangsu, Jiangxi, Shaanxi, Sichuan, Yunnan sowie Zhejiang vor.
Sie wächst an feuchten Standorten, Flussufern und als Unkraut in Reisfeldern in Höhenlagen von 100 bis 3000 Metern.

## Taxonomie
Astragalus sinicus wurde 1767 von Carl von Linné  in Mantissa Plantarum. Generum Editionis vi et Specierum Editionis ii Seite 103 erstbeschrieben. Synonyme für Astragalus sinicus L. sind Astragalus lotoides Pallas und Astragalus sinicus var. macrocalyx Ulbrich.